# لورا شتاينباخ
لورا شتاينباخ (بالألمانية: Laura Steinbach) مواليد 2 أغسطس 1985 في سارلاند، ألمانيا، هي لاعبة كرة يد ألمانية تلعب كظهير أيسر. مثلت منتخب ألمانيا لكرة اليد للسيدات. شاركت في دورة الألعاب الأولمبية الصيفية سنة 2008.

## سجل المنافسة
شاركت في البطولات التالية:
- بطولة العالم لكرة اليد للسيدات 2013
- بطولة أوروبا لكرة اليد للسيدات 2012
- بطولة أوروبا لكرة اليد للسيدات 2014

## روابط خارجية
- لورا شتاينباخ على موقع الاتحاد الأوروبي لكرة اليد (الإنجليزية)
- لورا شتاينباخ على موقع اللجنة الأولمبية الدولية (الإنجليزية)
- لورا شتاينباخ على موقع أوليمبيديا (الإنجليزية)